# Zastava EuroZeta
El Zastava EuroZeta es un camión ligero fabricado por la firma filial Zastava Kamioni en Serbia, mediante el uso de los planos y diseños de un producto descontinuado de la firma Iveco cedidos bajo licencia, del Iveco Zeta, incorporando un retoque al diseño de la cabina local.

## Historia
Como una forma de autoabastecerse de productos, el fabricante de camiones yugoslavo Zastava Kamioni suscribe una serie de acuerdos, en los que, a cambio que desde sus factorías; proveería algunas de las piezas necesarias para la producción de Iveco para camiones pesados e intermedios en sus plantas de Italia, y la Zastava Kamioni adquiere la licencia de producción de modelos descontinuados de la Officine Meccaniche y posteriormente de la Iveco, que a su vez, cede los diseños y maquinarias de la OM y de sí misma, y le autoriza el uso de las tecnologías de la serie X de la firma ya absorbida para un camión mediano.
Es así como surge el Zastava EuroZeta, que es derivado del OM serie X, pero con motores de procedencia norteamericana, hasta que las guerras de disolución suspenden su producción, tras el embargo económico al que Yugoslavia fue sometida.
Luego, se retoma su producción, pero ya bajo la tutela de Iveco, que decide el implemetar sus tecnologías en los procesos de manufactura, al igual que lo hizo Fiat en la planta de Zastava en Kragujevac e invierte en dicha planta un gran capital, luego convirtiendo a la firma Zastava Kamioni en su filial, y autorizándole a continuar la producción de éste y otros diseños, pero con tecnologías de motores obsoletas pero acordes a los estándares sobre emisiones europeos actualmente vigentes.

## Características
Su motor es de tipo turbodiésel, de la firma Cummins (Cummins IS BE 170. 30) que reemplaza a su propulsor original, de procedencia Iveco. Está diseñado para cumplir con las normas sobre emisiones europeas del estándar Euro 3, siendo de cuatro tiempos convencionales, y cuenta con sistema de inyección de combustible directa, y el bloque le eroga una potencia de 103 kilovatios (138 HP) en su configuración de fábrica. La cilindrada del bloque es de 3,5 litros, su capacidad de carga es de hasta 5000 kilogramos (11 023 lb), y puede verse en presentaciones como máquina de bomberos, camión de reparto y/o carga, hasta como chasis carrozable.

## Variantes
- Zastava EuroZeta 85.00
- Zastava EuroZeta 85.10
- Zastava EuroZeta 85.14